# Лес Рамбуйе
Лес Рамбуйе (фр. Forêt de Rambouillet) — лесной массив, расположенный к юго-западу от Парижа, в департаменте Ивелин (регион Иль-де-Франс). Площадь леса составляет 220 км², на его территории расположено 29 коммун, что делает его вторым крупнейшим лесным массивом региона после леса Фонтенбло. Будучи популярным объектом туризма и отдыха, занимает второе место по посещаемости среди лесов Франции, уступая лишь вышеупомянутому лесу Фонтенбло.

## История
Лес Рамбуйе представляет собой часть значительно более крупного исторического леса, так называемого Ивелинского (фр. Forêt de l'Yveline), не сохранившегося в первозданном виде до наших дней. Этот лес опоясывал Париж до Сены на севере и включал в себя леса Фонтенбло, Монлери, Дрё, Сен-Жермен-ан-Ле и Орлеанский лес. В доримскую эпоху в лесах между Шартром и Дрё располагались значимые галльские святыни.
Начиная с периода королевства франков Ивелинский лес многократно даровался церкви — на рубеже V и VI веков первый король франков Хлодвиг передал его во владение архиепархии Реймса, затем в 768 году Пипин Короткий разделил земли леса между различными аббатствами, даровав самые значимые территории аббатству Сен-Дени, что было подтверждено впоследствии его сыновьями, Карломаном и Карлом Великим в 771 и 774 годах соответственно. Именно в связи с этой дарственной в источниках впервые упоминается современное название Рамбуйе (фр. Rambouillet). При Гуго Капете земли были возвращены в королевский домен, впрочем, часть из них была им же ещё раз дарована церкви, парижскому аббатству Сен-Маглуар.
С XI века Ивелинский лес стал частью доменов феодалов — сеньорий Монфор и Рошфор, а к XIII веку перешёл в единоличное владение дома Монфор. При Монфорах была организована рациональная система использования лесных ресурсов, приведшая к распространению в регионе ряда профессий, связанных с лесозаготовками, таких как производство древесного угля и бондарство. В 1492 году лес вернулся в королевское владение в связи с браком Анны Бретонской, наследницей Монфоров, с королём Франции Карлом VIII.
К XVII веку в связи с чрезмерной вырубкой Ивелинский лес приобрёл близкие к современным очертания. Та часть, что является сейчас лесом Рамбуйе, была преобразована под королевские охотничьи угодья, и в эпоху правления королей Генриха IV, Людовика XIII и Людовика XIV здесь была проложена сеть дорог в форме звезды для охоты с гончими. При Людовике XIV в лесу были вырыты многочисленные пруды и каналы, сформировавшие последовательность водоёмов, предназначенных для питания бассейнов и фонтанов Версальского дворца. Тем не менее лес по-прежнему использовался не только в рекреационных целях — ордонанс «о Водах и Лесах» (фр. «sur le fait des Eaux et Forêts») 1669 года, составленный Кольбером, предписывал план управления лесами, в том числе и лесом Рамбуйе, и создание рощ для нужд королевского флота.
В 1706 году лес Рамбуйе был куплен Луи-Александром де Бурбоном, графом Тулузским, внебрачным сыном Людовика XIV. Он также скупал соседние участки, в результате чего ему удалось объединить в своём владении лесной массив площадью около 150 км². При нём было приведено в порядок управление лесом, включая лесозаготовки и посадки, построены многочисленные охотничьи домики, проложены аллеи, выделен и окружён стеной парковый участок, проведено картографирование местности.
Великая французская революция и свержение королевской власти привели к распространению неконтролируемых вырубок в лесах по всей Франции, и Рамбуйе не стал исключением. Лишь Лесной кодекс 1827 года восстановил систему регулирования лесозаготовок. В рамках восстановления лесного массива активно высаживались преимущественно хвойные породы (сосна обыкновенная), а чрезмерная эксплуатация лесных угодий постепенно сокращалась. В 1892 году был составлен первый план управления лесами, в который неоднократно вносились изменения, последний раз — после урагана 1999 года.
В XX веке лес стал популярным местом отдыха: с 1970-х годов началось строительство инфраструктуры для пеших и вело-прогулок, постройки эпохи монархии стали достопримечательностями, традиционная охота продолжилась, став доступной всем слоям населения.

## География и климат

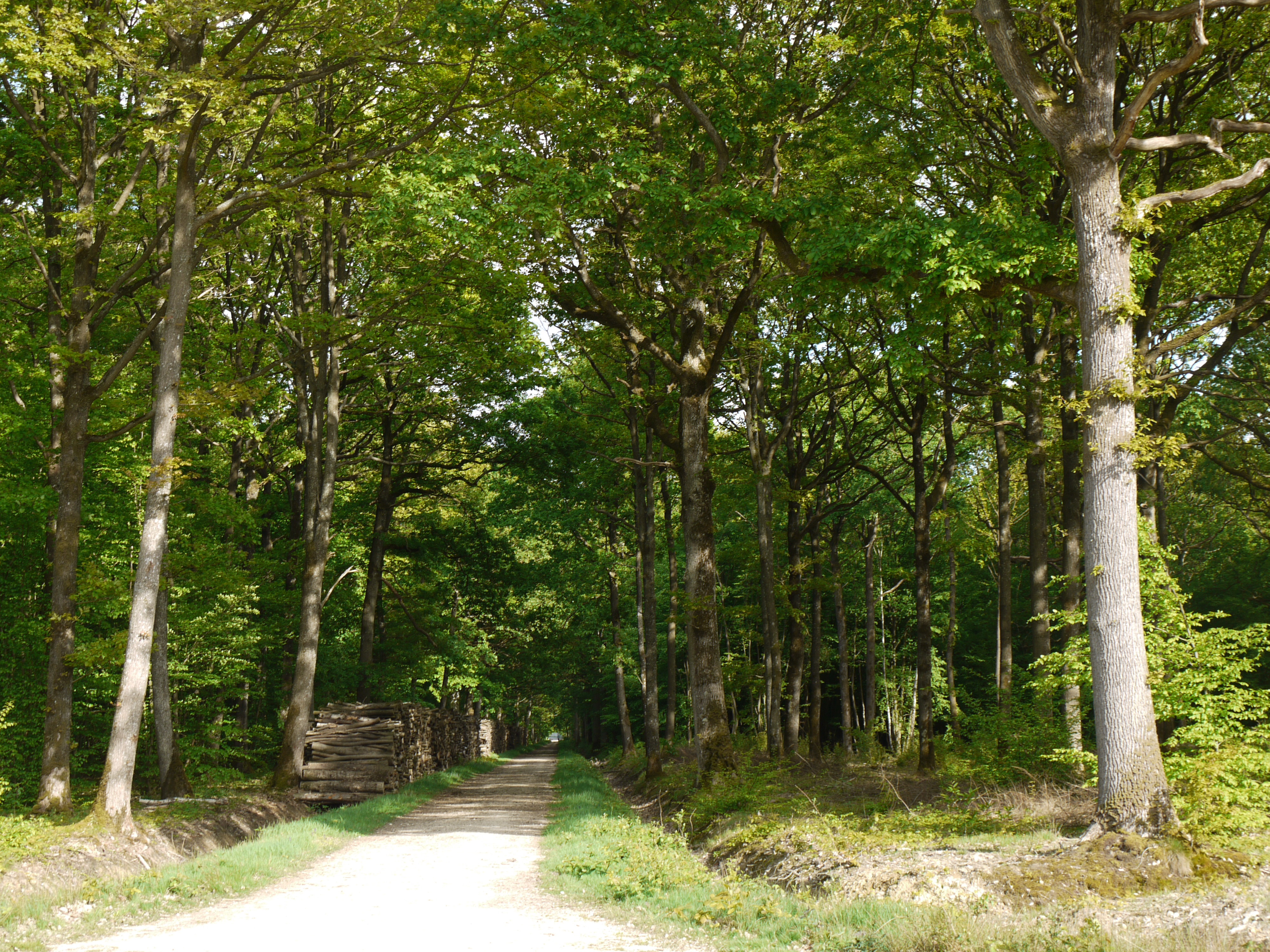
Северо-восточная часть леса

Лесной массив Рамбуйе сильно фрагментирован в связи с историческим активным использованием его ресурсов. Его пересекают просеки и возделанные участки, на которых расположено несколько деревень, а в направлении с северо-востока на юго-запад проходит автомагистраль RN 10 и железнодорожная линия Париж-Монпарнас — Брест, вдоль которой ведется городское строительство. Восточная часть леса входит в состав регионального природного парка Haute Vallée de Chevreuse, составляя 40 % его площади.
Климат лесного массива очень похож на средний климат региона Иль-де-Франс — это смешанный океанический климат с преобладанием юго-западных ветров. Среднегодовая температура в Рамбуйе составляет 10,2 °C, что на 0,5 °C ниже, чем в городе Трап, расположенном по соседству — разница объясняется микроклиматом, создаваемым лесом. Среднее количество осадков в Рамбуйе в период с 1951 по 1980 год составляло 635 мм, но в последние десятилетия эти показатели постоянно растут (+15 % по сравнению с Трапом), причем невозможно определить, является ли это устойчивой тенденцией. Аналогичным образом, средняя температура с 1960-х годов повысилась на 2 °C, что уже повлияло на флору: в массиве появились более южные виды растений.
Рамбуйе иногда называют «Ивелинской водонапорной башней» (фр. Château d'eau des Yvelines), поскольку здесь берут начало многочисленные притоки Сены, текущие во всех направлениях. Начиная с XVII века, эти водные ресурсы использовались для строительства сети прудов, снабжающих водой фонтаны Версаля, а сегодня они являются местом обитания многих водно-болотных видов животных, делая Рамбуйе одним из самых биоразнообразных лесов Иль-де-Франса.

## Флора и фауна

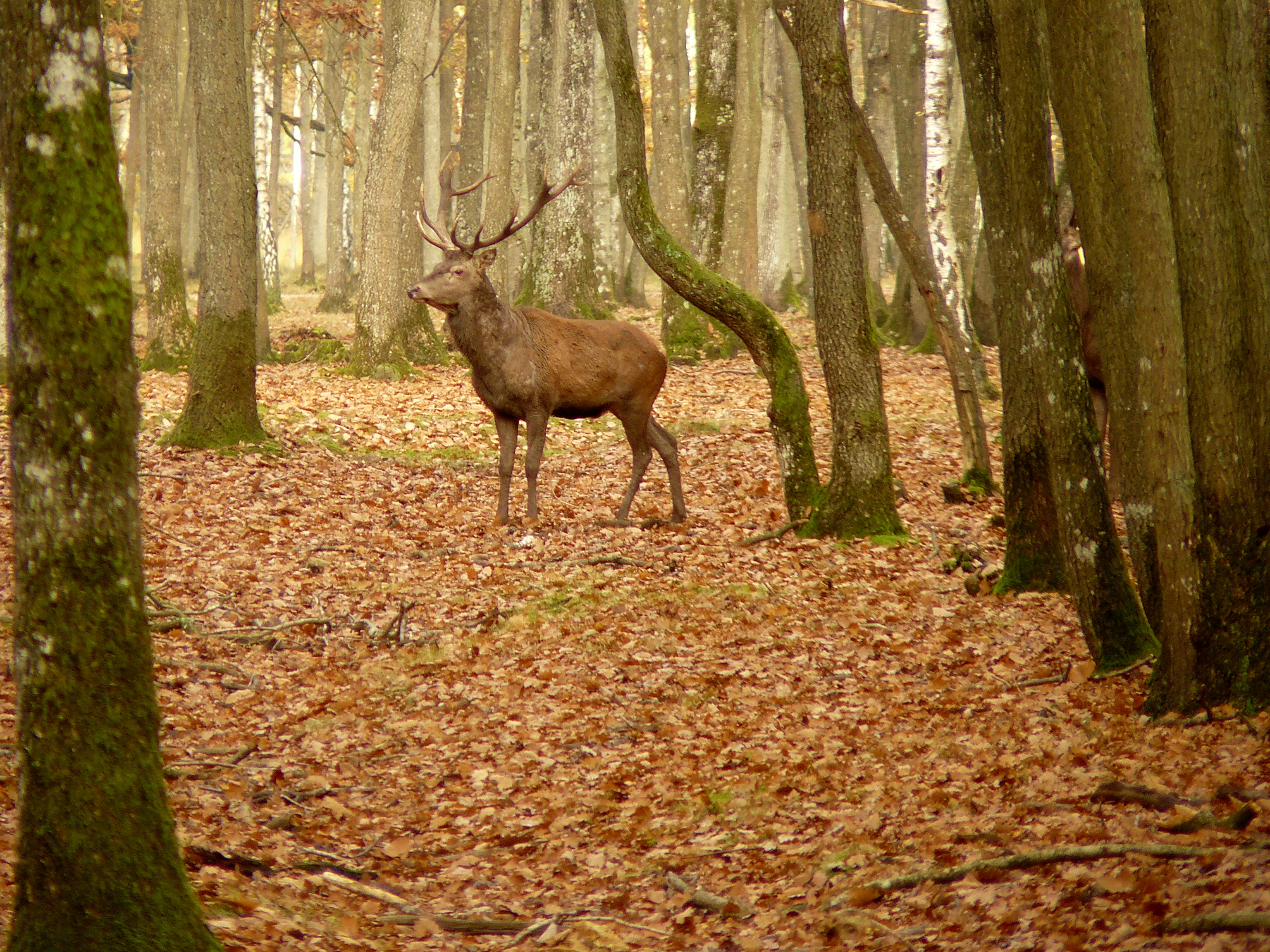
Олень в заповеднике Рамбуйе

Лес Рамбуйе относится к смешанному типу с преобладанием лиственных пород. Основная лесообразующая порода (68 %), дуб, представлена тремя видами: дуб черешчатый, дуб скальный и дуб красный. Хвойные породы, представленные видами сосна обыкновенная и сосна чёрная, были интродуцированы в XIX—XX веках и составляют сейчас около 25 % насаждений. На некоторых участках леса также встречается каштан и бук (2,3 % и 1,7 % соответственно).
Практически все млекопитающие, обычно встречающиеся в этих широтах, представлены в лесу Рамбуйе, но настоящим символом леса является благородный олень. В среднем, на каждый 1 км² леса приходится от 2 до 4 особей. Также распространены кабаны и косули. Ввиду отсутствия естественных хищников, таких как рысь или волк, которые были истреблены, численность популяций этих крупных млекопитающих регулируется разрешённой охотой.
Наиболее распространенными мелкими млекопитающими в лесу являются: зайцы, кролики, барсуки, лисы, ласки, куницы, хорьки, сони, мыши, кроты, белки, ежи и землеройки. Многочисленные виды птиц используют различные биотопы леса, в том числе ряд видов, охраняемых на европейском уровне, таких как чёрный дятел, жулан, средний пёстрый дятел, малая выпь, козодой и осоед. Представлены 19 видов летучих мышей, в том числе один лесной вид — длинноухая ночница, распространённый особенно многочисленно.
В лесу Рамбуйе обитают все виды пресмыкающихся, распространенных в Иль-де-Франсе. К ним относятся: обыкновенная ящерица, западная зелёная ящерица, стенная ящерица, живородящая ящерица, ломкая веретеница, медянка, обыкновенный уж. Виды земноводных, обитающих в Рамбуйе: огненная саламандра, обыкновенная жаба, травяная лягушка, прыткая лягушка, квакша, различные виды зелёных лягушек и тритонов. Из насекомых здесь обитает множество видов стрекоз, бабочек и жесткокрылых, включая уязвимые виды, как шашечница Авриния, жук-олень, и большой дубовый усач.
Некоторые виды животных, обитающие в настоящее время в лесу Рамбуйе, были интродуцированы случайно и иногда оказывают негативное влияние на местные виды. К ним относятся красноухая пресноводная черепаха, нутрия, ондатра, кавказский фазан, канадская казарка, азиатская божья коровка и другие.

## Достопримечательности и посещаемость
По подсчетам, сделанным в 1999 году, ежегодно лес Рамбуйе посещают около 11 миллионов человек, что делает его вторым по посещаемости лесом страны, после леса Фонтенбло. На территории леса, находящейся в собственности государства и под контролем Национального управления лесами (фр. Office national des forêts) находится сеть прогулочных дорожек, общей длиной 92 км, 60 км велодорожек, 3 природные тропы и 57 туристических пунктов, снабжённых необходимыми удобствами. Помимо природных достопримечательностей, в коммунах, расположенных в зоне леса Рамбуйе, есть немало памятников архитектуры и примечательных мест, таких как замок Рамбуйе, летняя резиденция французских президентов; национальный технический центр Клерфонтен, являющийся также базой сборной Франции по футболу; резиденция Наполеона II, известная как «малый дворец римского короля», руины средневекового замка Рошфор и другие.